# PTO-området
PTO-området är en del i hjärnans cortex där parietal-, temporal-, och occipitalloben möts. Syn, hörsel och känsel strålar samman här.
PTO-området ansvarar för det spatiala tänkandet, rumsuppfattningen. 
Spatial förmåga är förmågan att lösa uppgifter som avser linjers, ytors och rymders förhållande till varandra.